# Emerson da Conceição
Emerson da Conceição (San Paolo, 23 febbraio 1986) è un ex calciatore brasiliano, di ruolo difensore.

## Carriera

### Club
Nel luglio del 2011, ha firmato un contratto con il Benfica.

## Palmarès

### Club

#### Competizioni nazionali
- Campionato francese: 1

Lilla: 2010-2011
- Coppa di Francia: 1

Lilla: 2010-2011

#### Competizioni internazionali
- Recopa Sudamericana: 1

Atlético Mineiro: 2014